# Nissos (towarzysz Eneasza)
Nissos (w łacińskiej wersji Nisus) – towarzysz Eneasza i przyjaciel Euryalosa.
W czasie igrzysk żałobnych ku czci Anchizesa pośliznął się w wyścigu i upadł, ale podnosząc się, potrącił jednego z zajmujących dobrą pozycję rywali i dzięki temu Euryalos odniósł zwycięstwo.
Później, w trakcie wojny z Rutulami, Nissos i Euryalos zakradli się nocą do nieprzyjacielskiego obozu, uśpionego po obfitej uczcie, zabili Ramnesa, jednego z wodzów, i wielu innych wojowników. Byli już w drodze powrotnej, gdy ruszył za nimi w pościg oddział jeźdźców, tak że zdążyli się tylko ukryć w zagajniku. Niebawem Rutulowie ujęli Euryalosa, a wówczas Nissos zaatakował wroga i nierozłączni za życia przyjaciele, walcząc ramię w ramię, razem zginęli.